# Cuarteto Artemis
El Cuarteto Artemis (Vineta Sareika, Violín, Anthea Kreston, Violín, Gregorio Sigl, Viola y Eckart Runge, Violonchelo), está considerado como uno de los mejores cuartetos de cuerda del mundo. Fue fundado en la  Escuela  Superior  de  Música de Lübeck en 1989 y es residente en Berlín. Entre sus mentores están Walter Levin del Cuarteto La Salle, el Cuarteto Alban Berg, el Cuarteto Juilliard y el Emerson String Quartet. 

## Trayectoria
Los primeros miembros del Cuarteto Artemis eran estudiantes de la escuela superior de Música de Lübeck, donde el Cuarteto recibió formación de Walter Levin. Posteriormente  recibieron  una  invitación  del  Wissenschaftskolleg de Berlín, donde ampliaron sus estudios musicales y tuvieron relación con especialistas de reconocido prestigio. 
Los premios Deutschen Musikwettbewerbs (1995), ARD Musikwettbewerb (1996) y el Premio Paolo Borciani (1997) allanaron su carrera internacional. Hoy en día hacen giras por todo el mundo, en todas las grandes salas internacionales de concierto y festivales. 
Desde su debut en la Philharmonie de Berlín en 1999, el cuarteto ha actuado todos los grandes centros musicales y festivales internacionales de Europa, Estados Unidos, Japón, Sudamérica y Australia. Desde  2004, el Cuarteto Artemis programa sus propios ciclos de conciertos en la Philharmonie de Berlín, desde 2011 en el Konzerthaus de Viena (junto al Cuarteto Belcea) y desde la  temporada  2016/2017  en  el Prinzregententheater de Múnich.
El cuarteto ha realizado giras con grandes intérpretes como Sabine Meyer, Elisabeth Leonskaja, Juliane Banse y Jörg Widmann. Algunas de estas colaboraciones han sido registradas, como los Quintetos para piano de Brahms y Schubert con Leif Ove Andsnes, el Quinteto de Schubert con Truls Mørk  o La noche transfigurada de Schoenberg con Thomas Kakuska y Valentin Erben, miembros del Cuarteto Alban Berg.
Las grabaciones del conjunto sido galardonado con importantes Premios, como el Diapason d'Or, el Premio Deutsche Schallplattenkritik y con el Premio Paolo Borciani 1997. Fueron recompensados con el ECHO Klassik de 2006 para su interpretación de los Cuartetos op. 95 y 59,1 de Beethoven. En 2001 recibieron el premio de la crítica Alemana, en 2007 el Premio Würth de Juventudes Musicales de Alemania. En el Año 2015, el Cuarteto obtuvo de nuevo el ECHO Klassik en la Categoría de música de cámara. En 2014 editó un disco con obras de Mendelssohn (“Premio ECHO Klassik”) y en otoño de 2015 una grabación de los Cuartetos op. 51/1 y op. 67 de Brahms, dedicada a Friedemann Weigle ("Preis der deutschen Schallplattenkritik").
La ejecución de música contemporánea es una faceta importante dentro del trabajo del cuarteto. Compositores como Mauricio Sotelo (2004), Jörg Widmann (2006) y Thomas Larcher (2008) han escrito obras para él. En
2015  crearon su propio concurso de composición. Eduard Demetz fue el ganador y estrenaron la obra ganadora su Cuarteto nº 2 en Berlín en el primer semestre de 2016.
Además de dedicarse a sus actuaciones en concierto, los cuatro integrantes del Cuarteto Artemis son profesores en la Universidad de las Artes de Berlín y en la Escuela Superior de Música Chapelle Reine Élisabeth de Bruselas.
Tras el trágico fallecimiento de Friedemann Weigle en julio de 2015, el Cuarteto Artemis se reestructuró a comienzos de 2016 con Anthea  Kreston como segundo violín, Gregor Sigl ha asumido el puesto de viola, Vineta Sareika como primer violín y Eckart  Runge, violonchelo
El Cuarteto Artemis es miembro honorario de la Asociación Casa de Beethoven de Bonn. En su 20.º Aniversario, el Cuarteto Artemis hizo una gira con actuaciones en Viena, Berlín, Florencia, Londres, Tokio y París, con un ciclo Beethoven.
"¡La técnica del Cuarteto Artemis está a la altura de sus competidores más virtuosos y su musicalidad supera la de cualquier otro grupo!”. Joachim Kaiser, Süddeutsche Zeitung.

## Miembros (desde 1989)
- Violín: Wilken Ranck (1989-1994), Natalia Prishepenko (1994-2012), Vineta Sareika (desde 2012)
- Violín: Isabel Trautwein (1989-1991), Heime Müller (1991-2007), Gregor Sigl (2007-2016, cambió a la Viola), Anthea Kreston (a partir de 2016)[3]
- Viola: Volker Jacobsen (1989-2007), Friedemann Weigle (2007-2015[4]), Gregor Sigl (a partir de 2016[3])
- Violonchelo: Eckart Runge (desde 1989)